# Professor Frink
Professor Jonathon "John" Nerdelbaum I. Q. Frink, Junior (spelad av Hank Azaria) är en fiktiv rollfigur i den animerade tv-serien Simpsons. Rollfiguren har fått sitt namn efter en av seriens manusförfattare, John Frink.

## Biografi
Professor Frink är en vetenskapsman som ofta uppfinner de mest makalösa ting, som exempelvis hamburgeröronmuffar. Han är tidigare elev på Springfield Elementary. Frink är i den tvådimensionella TV-serien även stolt upptäckare av det tredimensionella objektet "kuben" – eller frinkahedron som han själv kallar den – samt "åtta-månader-efter pillret". Frink har en kandidatexamen i hyperbel topologi (omnämns i avsnitt 7.6 - "Treehouse of Horror VI") och är professor vid Springfield Heights Institute of Technology. Har arbetet med "Operation Hoyvin-Mayvin". Han har arbetat på Springfields kärnkraftverk och Tipsy McStagger's Good Time Drinking and Eating Emporium. Hans första patent var AT-5000 auto-dialer. Han har uppgivit att han har en IQ som delar mellan 199 och 197 och är med i Mensa.

## Familj
Frink porträtteras väldigt nördig och som om han har svårt att få en dejt, men det har avslöjats att han faktiskt har både hustru och son. Han har dock hävdat att han aldrig pratat med en kvinna vilket inte stämmer.
I ett halloween-avsnitt (som inte är "canon", det vill säga inte hör till den vanliga handlingen utan kan sägas utspelas i ett annat universum och påverkar inte handlingen i vanliga avsnitt), dyker hans far upp, vilken dödades av en haj. Frink har hans kropp i ett frysutrymme, och återupplivar honom (långt) senare då Frink skulle ta emot nobelpriset i fysik. Fadern går då bärsärk och stjäl organ och kroppsdelar från folk i Stockholm i Sverige. I slutet, dör fadern igen.
Frinks pappas röst gjordes av Jerry Lewis, vars röst Azaria ursprungligen baserade Frinks röst på.